# Ol Kalou
Ol Kalou är huvudort i distriktet Nyandarua i provinsen Central i Kenya. Centralorten hade 7 025 invånare vid folkräkningen 2009, med totalt 66 015 invånare inom hela stadsgränsen.